# Litoria olongburensis
A Litoria olongburensis a kétéltűek (Amphibia) osztályának békák (Anura) rendjébe, a Pelodryadidae családba, azon belül a Pelodryadinae alcsaládba tartozó faj.

## Előfordulása
A faj Ausztrália endemikus faja, Queensland állam északkeleti részén, kis területen fordul elő. Természetes élőhelye a szubtrópusi vagy trópusi mocsarak, a Queensland délkeleti részére jellemző Wallum-mocsarak, édesvizű tavak, időszakos édesvizű tavak, édesvizű mocsarak, és időszakos édesvizű mocsarak.

## Megjelenése
Színe barnától sötétzöldig terjed. Élőhelye Queensland és Új-Dél-Wales sűrű, gyakran savas parti mocsarai. A párzási időszak kora tavasszal kezdődik, gyakran heves esőzéseket követően. A nőstények fűszálakra és sáslevelekre helyezik petéiket.

## Természetvédelmi helyzete
A faj természetvédelmi státusza sebezhető, mivel mindössze 10 000–50 000 egyed él vadon. A természetvédelmi erőfeszítések ellenére a faj populációjának száma csökken. A populáció hanyatlásáért az élőhely elvesztése, invázív növények és betegségek (elsősorban a rajzóspórás gombák) felelősek.